# 諸葛魯

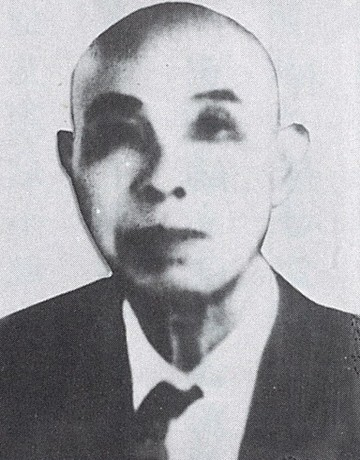
諸葛魯

諸葛魯（？—1968年）别号若愚，浙江兰溪人。中华民国法学家、法官。

## 生平
1942年9月2日，諸葛魯任国民政府最高法院推事。后来赴台湾。
1958年，諸葛魯在台湾被任命为第二届司法院大法官。
1968年，诸葛鲁逝世。